# Reale Società Ginnastica di Torino
Reale Società Ginnastica di Torino é um clube esportivo de Turin, fundado em 17 de março de 1844. É o mais antigo do gênero na Itália, e muito famoso por ter competido em 1898 do primeiro Campeonato Italiano de Futebol com seu departamento de futebol inaugurado em 1897.

## Seção de futebol
O famoso clube esportivo de Turim abriu seu departamento de futebol em 1897 para competir no Concorsi Federali di Calcio, uma competição de futebol organizada pela FNGI, competição essa que existia antes do Campeonato Italiano de Futebol. Eles foram vitoriosos em sua primeira participação.
1898 foi um ano agitado no clube, eles competiram no recém-criado Campeonato Italiano de Futebol, disputado em 8 de maio de 1898 no Velódromo Humberto I em Turin; o Ginnastica Torino perdeu a semi-final por 2–1 para o Genoa. No mesmo ano, eles competiram na segunda edição do Concorsi Federali di Calcio e sagraram-se bi-campeões do torneio ao derrotar a equipe de Ferrara, Emilia-Romagna.
Na temporada seguinte, o clube passou a mandar seus jogos no  Campo Piazza d’Armi localizado perto do Parco Cavalieri di Vittorio Veneto, que fica no bairro de Santa Rita, em Turim. Depois de derrotar o FBC Torinese por 2–0 no jogo eliminatório, o Ginnastica perdeu sete dias depois por 2–0 ante o Internazionale Torino. Depois de mais três temporadas sem sucesso nas quais acabram sendo eliminados no primeiro jogo (incluindo uma goleada por 5–0 para a Juventus em 1901) a seção de futebol do clube parou de competir em 1902.

### Feitos
Concorsi Federali di Calcio
- Campeão: 1897, 1898[4]

## Outros esportes
Várias outras atividades esportivas foram praticadas pelo clube, entre elas, judô, ginástica artística, basquetebol e rugby. Nesta última, o Ginnastica Torino ganhou o liga nacional italiana em 1947.